# Tereske, Nógrád
Tereske  este un sat în districtul Rétság, județul Nógrád, Ungaria, având o populație de 744 de locuitori (2011). 

## Demografie
Componența etnică a satului Tereske
     Maghiari (87,73%)
     Romi (11,37%)
     Necunoscut (0,52%)
     Germani (0,39%)
     Alții (0,52%)
Componența confesională a satului Tereske
     Romano-catolici (70,83%)
     Fără religie (10,08%)
     Reformați (2,15%)
     Necunoscută (16,13%)
     Luterani (0,81%)
     Alte religii (1,75%)
Conform recensământului din 2011, satul Tereske avea 744 de locuitori. Din punct de vedere etnic, majoritatea locuitorilor (87,73%) erau maghiari, cu o minoritate de romi (11,37%). Apartenența etnică nu este cunoscută în cazul a 0,52% din locuitori.  Din punct de vedere confesional, majoritatea locuitorilor (70,83%) erau romano-catolici, existând și minorități de persoane fără religie (10,08%) și reformați (2,15%). Pentru 16,13% din locuitori nu este cunoscută apartenența confesională.